# Luiz de Godoy

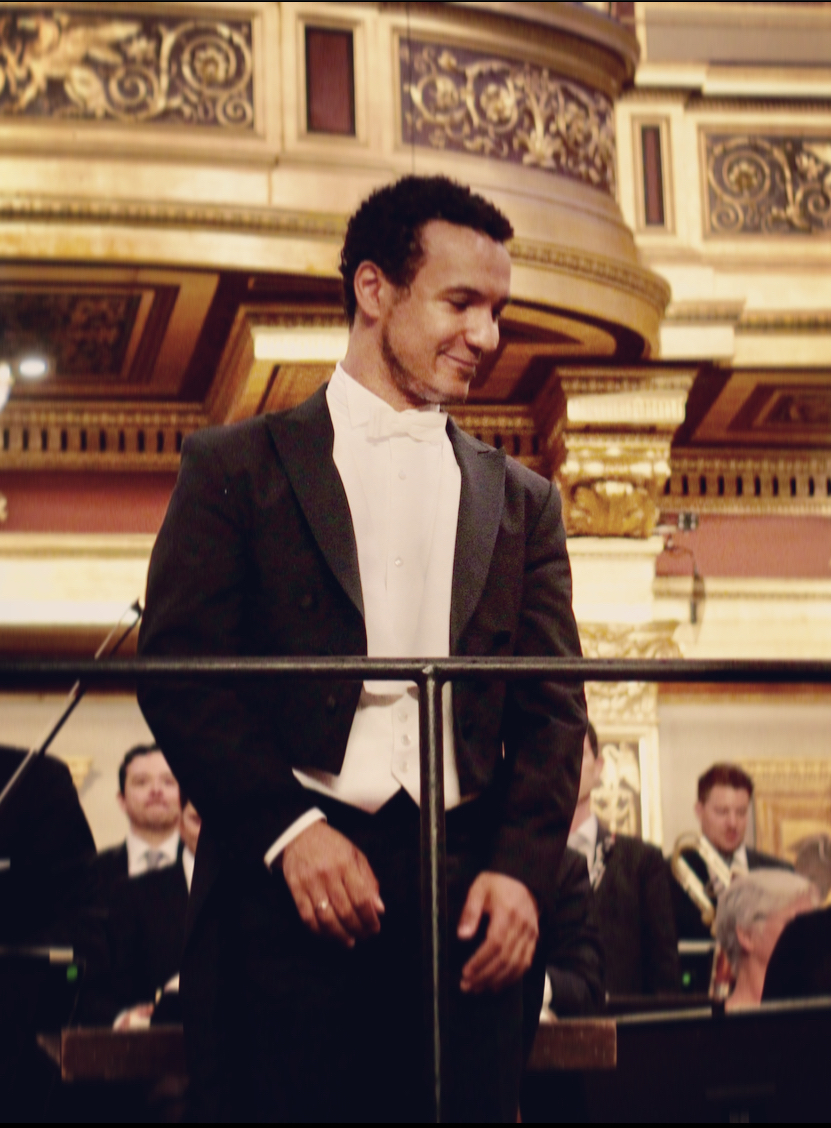
Luiz de Godoy im Goldenen Saal des Wiener Musikvereins, 2019

Luiz de Godoy (* 1988 in Mogi das Cruzes, São Paulo, Brasilien) ist ein deutsch-brasilianischer Dirigent, Chorleiter, Pianist und Musikpädagoge.

## Leben und Ausbildung
Sohn einer Grundschullehrerin, wurde sein Talent schon im frühen Alter erkannt und gefördert. Mit fünf Jahren begann Luiz de Godoy als Sängerknabe in seiner Heimatstadt zu singen. Anschließend wurde er als Pianist ausgebildet. Als Jugendlicher lernte er an der Escola Municipal de Música de São Paulo (Klaviersolo Klasse Prof. Renato Figueiredo) weiter, wo er u. a. auch in Tonsatz, Gehörbildung, Musikgeschichte, Kammermusik und Liedbegleitung unterrichtet wurde. Im Alter von 16 Jahren gewann de Godoy seinen ersten Klavierwettbewerb und agierte bereits als Chorleiter und Korrepetitor bei Opernprojekten des Theatro Municipal de São Paulo, als Pianist für Solo- und Kammermusik sowie als Orchestermusiker.
Nach dem Studium an der Universidade de São Paulo, an der Escola Superior de Artes Aplicadas de Castelo Branco und an der Hochschule für Musik und Tanz Köln etablierte er sich in Wien. An der Universität für Musik und darstellende Kunst Wien absolvierte er das Diplomstudium Dirigieren mit Magisterabschlüssen in Orchester- und Chordirigieren (summa cum laude).

## Werdegang
2010 wurde Luiz de Godoy erstmals als Referent für brasilianische Chormusik von dem Unichor der Universität Wien nach Europa eingeladen. Es folgte die Gründung des Coro Novo Mundo –  Verein zur Förderung des interkulturellen Austauschs zwischen Brasilien und Österreich mit Schwerpunkt Vokalmusik. Neben seinem Studium war er zahlreich als Chorleiter und Pianist engagiert, unter anderen bei den Gumpoldskirchner Spatzen und der Wiener Singakademie.
Die Wiener Sängerknaben haben ihn im Februar 2016 zum Kapellmeister des Mozartchores, einem der vier Konzert- und Tourneechöre der Institution, ernannt. Im Oktober desselben Jahres wurde er als Chorleiter der Chorakademie des Wiener Staatsopernchores engagiert. Diese Stellen, sowie die Assistenz der künstlerischen Leitung der Wiener Singakademie, gab er am Ende der Saison 2018/19 auf.
Seit 2019 lebt Luiz de Godoy in Hamburg und arbeitet als Leiter der Alsterspatzen – Kinder- und Jugendchor der Hamburgischen Staatsoper sowie als künstlerischer Leiter des Hamburger Knabenchores. Sein Einsatz, insbesondere die durch die Bekämpfung der COVID-19-Pandemie bedingte chorische Arbeit, wird von der Öffentlichkeit gepriesen.  Als Dirigent übernimmt er Produktionen der opera piccola mit dem Philharmonischen Staatsorchester Hamburg und folgt Einladungen als Gast. Er unterrichtet Orchesterleitung als Lehrbeauftragter an der Hochschule für Musik und Theater Hamburg.

## Auszeichnungen und Stipendien
- 2019 Würdigungspreis der Universität für Musik und darstellende Kunst Wien[14]
- 2016 Ewin-Ortner-Preis zur Förderung der Chormusik[15]
- 2012 Stipendium der FUNARTE – Fundação Nacional das Artes
- 2009 Stipendium der Fulbright/Unesco – NU-Fax Exchange Programm on Music Composition and Performance
- 2004 1. Preis beim Klavierwettbewerb "Concurso Nacional de Piano Souza Lima" (São Paulo, Brasilien)